# Jodie Fisher
Pour les articles homonymes, voir Fisher.
Jodie Fisher est une actrice américaine née le 17 juillet 1969 à Dallas au Texas.

## Biographie

### Carrière
En 2007, Jodie Fisher a participé à l'émission de téléréalité Age of Love (en).

## Filmographie
- 1990 : Blood, Sweat and Bullets : Joyce Gibson
- 1992 : Intimate Obsession : Rachel Taylor
- 1993 : Silk Stalkings (série télévisée) : Marcie Ridlin
- 1994 : Little Big League : l'infirmière de nuit
- 1995 : Night Stand (série télévisée) : Teri
- 1995 : Love and Happiness : Jerry
- 1996 : Body of Influence 2 : Leza Watkins
- 1996-1997 : Life with Roger (en) (série télévisée) : la thérapeute
- 1997 : Star Trek: Starfleet Academy (jeu vidéo) : la télépathe
- 1998 : The Outsider (téléfilm) : l'épouse
- 1998 : Sheer Passion : Dana
- 1998 : Dead by Dawn : Kim White
- 1999 : Blood Dolls : Mercy Shaw
- 2010 : Charlotta-TS : Attorney
- 2011 : NCIS : Los Angeles (série télévisée) : Emma White
- 2012 : Easy Rider: The Ride Back : la barmaid
- 2012 : Call of Duty: Black Ops II (jeu vidéo) : diverses voix
- 2016 : The Witch Chronicles 2: Spirits of Ayahuasca : Kathryn Knight